# Macrorhynchus crocea
Macrorhynchus crocea är en plattmaskart som först beskrevs av Fabricius 1826.  Macrorhynchus crocea ingår i släktet Macrorhynchus, och familjen Polycystididae. Arten är reproducerande i Sverige.